# Ramón José Velásquez
Ramón José Velásquez (ur. 28 listopada 1916, zm. 24 czerwca 2014) – wenezuelski polityk, historyk, prawnik, dziennikarz.
Był sekretarzem prezydenta Wenezueli (1959-1963), senatorem (1974-1993), ministrem komunikacji (1969-1971). Po usunięciu prezydenta Pereza w wyniku impeachmentu, zaprzysiężony 5 czerwca 1993 na stanowisku prezydenta republiki, na którym pozostał do końca konstytucyjnej kadencji 2 lutego 1994.